# Tim Leibold
Tim Leibold (Böblingen, 1993. november 30. –) német labdarúgó, a Sporting Kansas City hátvédje.

## Klubcsapatokban
Pályafutását a VfB Stuttgart utánpótlásában kezdte. Innen került a TSF Ditzingen csapatához. 2009-ben az SGV Freiberg következett, itt vált 2011. nyarán profivá. 2013-ban szerződött vissza a VfB Stuttgarthoz, ahol a második csapatban számoltak vele. Bemutatkozása nem sikerült jól, igaz, első meccsét a Borussia Dortmund II ellen végigjátszotta, 1–0-ra kikaptak. Érdekesség, hogy a sárga-feketéknél pályára lépett a későbbi újpesti játékos, Jérémy Serwy is. Második meccsén azonban második sárga lapja után kiállították. Első szezonjában két élvonalbeli mérkőzésen ült a kispadon.
2015 nyarán az 1. FC Nürnberg csapatába igazolt. 2019 nyarán a Hamburger SV négy évre szóló szerződést kötött vele. A 2020–21-es szezonban Daniel Thioune kinevezte csapatkapitánynak. 2023. január 12-én hároméves szerződést írt alá az amerikai Sporting Kansas City csapatával.